# Milles de la Polvorosa
Milles de la Polvorosa es un municipio y localidad española de la provincia de Zamora, en la comunidad autónoma de Castilla y León.
Se encuentra situado en la comarca de Benavente y Los Valles, en la confluencia de los ríos Tera y Esla, cerca de una antigua calzada romana. El municipio lo constituye una sola localidad, cuyo término tiene una superficie de 18,12 km² y, según los datos del padrón municipal 2017 del INE, cuenta con una población censada de 223 habitantes. Su edificio más emblemático es la iglesia parroquial de San Miguel Arcángel, de estilo románico, en la que destaca su bóveda y el retablo mayor barroco. El espacio natural en el que se asienta, ha propiciado la creación de una gran zona de ocio junto al río.

## Topónimo
Se registran formas medievales del nombre: Emellas, Iemelles, Emelas, Melles, Meles, y similares. Para su interpretación puede seguirse a Carrera de la Red, que, sin localizar el topónimo, proponía partir de latín “gĕmĕllus” (gemelo). Se tratará de una forma locativa del plural gĕmĕllis, si bien el cierre de la vocal final se constata también en topónimos descendientes de acusativo femenino gĕmĕllas. Los topónimos de base gĕmĕll- aluden a formas del terreno, rocas o árboles cuya presencia emparejada sugiere la de dos hermanos mellizos. Milles se asienta al pie de dos altozanos (Teso del Buey o el Sierro, y El Montico), próximos entre sí y de altura exactamente igual (744 m), separados por un angosto valle. Probablemente este hecho haya dado lugar al nombre. La vinculación a la voz "llama, lama" (prado húmedo), con falsa deglutinación del artículo, que se sugiere en una referencia anterior, es incorrecta.

## Geografía física
Su término está delimitado por dos grandes ríos, el Esla y su afluente el río Tera. Su relieve está condicionado por las suaves colinas, El Sierro y El Montico, quedando el resto del municipio en zonas de terraza de aluvial, La Vega.
| Noroeste: Villanázar        | Norte: Santa Cristina de la Polvorosa | Noreste: Arcos de la Polvorosa |
| Oeste: Burganes de Valverde |                                       | Este: Villaveza del Agua       |
| Suroeste: Bretocino         | Sur: Bretó                            | Sureste: Santovenia del Esla   |

## Historia
La confluencia del Tera y el Esla aparece con signos de habitación desde la Prehistoria, como los del "castro de La Magdalena" o "Socastro", situado sobre una colina compartida por los términos de Milles de la Polvorosa y Mózar, cuyas prospecciones confirmaron su ocupación desde la época celtibérica hasta el siglo XVI, en que quedó despoblado. En la zona de "El Priorato" se descubrió en 1985 un miliario de granito, de la época de Nerón, que marca CCLIX millas (unos 383 km), que son justamente los que se cuentan desde Augusta Emerita hasta allí, si bien hay divergencias entre los partidarios de considerar si perteneció o no a la Vía de la Plata. El miliario original se conserva en el Museo de Zamora, si bien al remodelarse la plaza principal de Milles se ha instalado en ella una réplica.
En la Edad Media, la victoria en el año 878 de los ejércitos asturleoneses de Alfonso III en la batalla de la Polvorosa, en las cercanías de la localidad, fue decisiva para la posterior integración y repoblación de la localidad de Milles, que quedó integrada en el Reino de León. De época medieval existen diversos documentos que mencionan la existencia de un puente sobre el Esla, denominado "Puente de Deustamben" (Ponti de Deus tam bene), documentado ya en el 1140 y situado en la zona denominada "El Priorato". En sus cercanías se encontraba una villa, la iglesia de Santa María, un hospital, aceñas, molinos y fuentes, junto con sus tierras de labrar, prados y montes. Todos estos bienes fueron donados al monasterio de Benevívere, situado junto a Carrión de los Condes. La donación fue condicionada a que los monjes no la convirtieran en una granja y que pertenecieran a una abadía filial del monasterio, dando origen a la creación de un priorato que condicionaría parte de la historia de Milles.
Posteriormente, en la Edad Moderna, Milles fue una de las localidades que se integraron en la provincia de las Tierras del Conde de Benavente y dentro de esta en la Merindad de la Polvorosa y la receptoría de Benavente. No obstante, al reestructurarse las provincias y crearse las actuales en 1833, la localidad pasó a formar parte de la provincia de Zamora, dentro de la Región Leonesa, quedando integrada en 1834 en el partido judicial de Benavente.
Por último, cabe señalar que la ubicación del núcleo habitado no ha sido única a lo largo del tiempo, estando anteriormente (circa 1650) situado en terreno de vega, más bajo y cercano al río Esla, donde fue destruido por una riada, siendo aún visibles los restos de las tapias del cementerio en el paraje denominado "Lugar Viejo".

## Geografía humana

### Demografía
Cuenta con una población de 199 habitantes (INE 2024).
| Gráfica de evolución demográfica de Milles de la Polvorosa entre 1842 y 2021                                          |
| |
| Población de derecho según los censos de población del INE. Población de hecho según los censos de población del INE. |

| 279                                                   | 268 | 244 | 252 | 239 | 223 | 204 |
| (Fuente: Instituto Nacional de Estadística de España) |     |     |     |     |     |     |

## Patrimonio

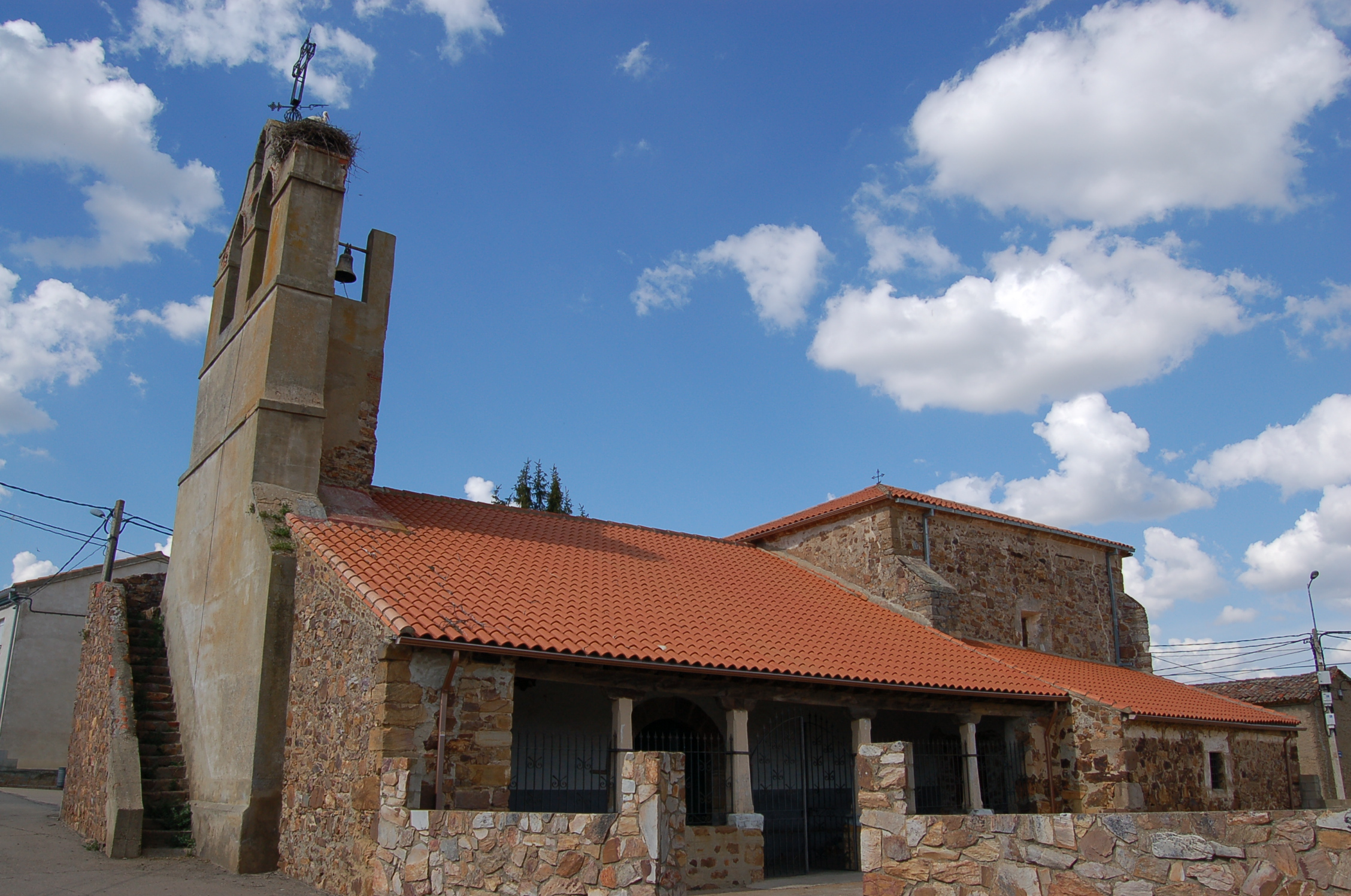
Iglesia.

La iglesia parroquial de San Miguel Arcángel, (circa 1673, estilo herreriano), es el hito arquitectónico más destacable de Milles, destacando en ella su retablo mayor barroco.

## Servicios

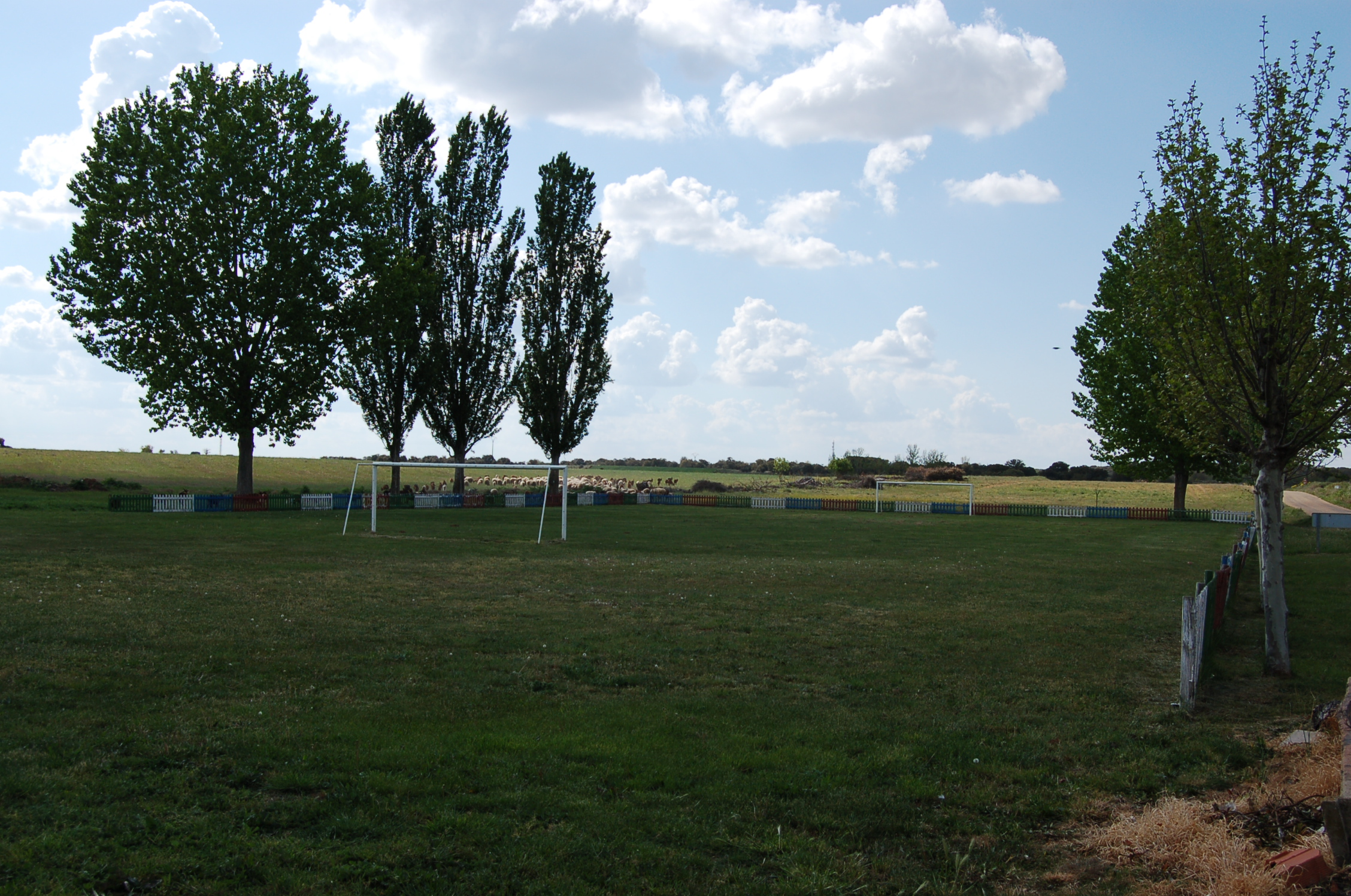
Campo de fútbol.

Entre sus instalaciones comunitarias se encuentra un gran frontón cubierto. Asimismo, el río Tera dispone de varias barbacoas para ir a pasar allí los días de fiesta con toda la familia, varios merenderos con bancos y un chiringuito en el cual se pueden comprar bebidas. En el río Esla existe un escenario de pesca deportivo-social destinado a la pesca de ciprínidos (carpas). Está situado junto a la desembocadura del río Tera y muy cercano a su zona de recreo.

## Cultura

### Fiestas
En Milles se celebra la festividad de San Miguel, el 29 de septiembre, y la de Santa Bárbara, el 4 de diciembre.